# Šaľa
Šaľa er en by i det sydvestlige Slovakiet med et indbyggertal på 21.183 (2021). Byen ligger i regionen Nitra, ved bredden af floden Váh.